# Cremnops obsolescens
Cremnops obsolescens är en stekelart som beskrevs av Charles Thomas Brues 1924. Cremnops obsolescens ingår i släktet Cremnops och familjen bracksteklar. Inga underarter finns listade i Catalogue of Life.